# Siketfajd
A siketfajd (Tetrao urogallus) a madarak osztályának tyúkalakúak (Galliformes) rendjébe és a fácánfélék (Phasianidae) családjába tartozó faj.

## Előfordulása
Észak- és Közép-Európában valamint Ázsia területén honos. Fenyvesek aljnövényzetében érzi jól magát.
A siketfajd korábban Európa minden nagyobb összefüggő erdőségében élt. Az élőhelyek megszüntetése és a vadászat miatt mára a magashegységek fenyőövébe és a tajgaerdőkbe szorult vissza. Magyarországon egy időben kihalt, de még néha ma is egy-kettő kóborol Magyarországon.

## Alfajai
- Tetrao urogallus aquitanicus – Pireneusok
- Tetrao urogallus cantabricus – Spanyolország
- Tetrao urogallus grisescens
- Tetrao urogallus hiomanus
- Tetrao urogallus karelicus – Finnország és Karélia
- Tetrao urogallus kureikensis
- Tetrao urogallus lonnbergi – Kola-félsziget
- Tetrao urogallus lugens
- Tetrao urogallus major – Közép-Európa
- Tetrao urogallus obsoletus – Észak-Európa és Oroszország
- Tetrao urogallus pleskei – Közép-Európa, Fehéroroszország és Oroszország
- Tetrao urogallus rudolfi – Bulgária és Ukrajna
- Tetrao urogallus taczanowskii
- Tetrao urogallus uralensis – Urál-hegység és Szibéria nyugati részén
- Tetrao urogallus urogallus – Skandinávia
- Tetrao urogallus volgensis – Észak-Európa és Oroszország

## Megjelenése
Testhossza 60–87 centiméter, szárnyfesztávolsága 90–125 centiméter, súlya 2900–4000 gramm. A kakasoknak a nász idején szakálla van és zöldes fémfény a mellén. A tyúknak nagy rozsdasárga folt van a mellén.
Gyenge repülő, a levegőben csak kis távolságot tud megtenni. Csőre rövid, vaskos, domború, lába erős kapirgáló láb. Tollazatának alapszíne szürke, fekete. Csüdjét is toll borítja, lábujjain a téli időszakban szarulemezek fejlődnek. Ezek a „hótalpak" megkönnyítik a havon való mozgást.
|  |  |  |

## Életmódja
Bogyókkal, rügyekkel, a fenyő tűleveleivel, hangyákkal és azok bábjaival táplálkozik. Néha egy egész fát megkopaszt a tűleveleitől. Csak rövidtávon és nagy zajjal repül.

## Szaporodása
Dürgés idején tánccal, pózolással és hanggal udvarol a tojónak. Fészkét talajra, fák tövébe készíti. A fészekalj általában 5-12 tojásból áll, melyen 26-29 napig kotlik. Fiókái fészekhagyók, gyorsan kifejlődnek.
Dürgéskor, köszörülés közben süket, ugyanis a fejébe száll a vére és így a hallójárat hátsó falán elhelyeződött, a vértolulás folytán erősen megduzzasztható redő is, másrészt pedig a szájtátogatás következtében az alsó állkapocs hátsó csontnyúlványa is elzárja a fülnyílást. Innen a siket név. Ahogy azonban a csőrét összecsukja, ismét élesen hall.
|  |

## Kárpát-medencei előfordulása

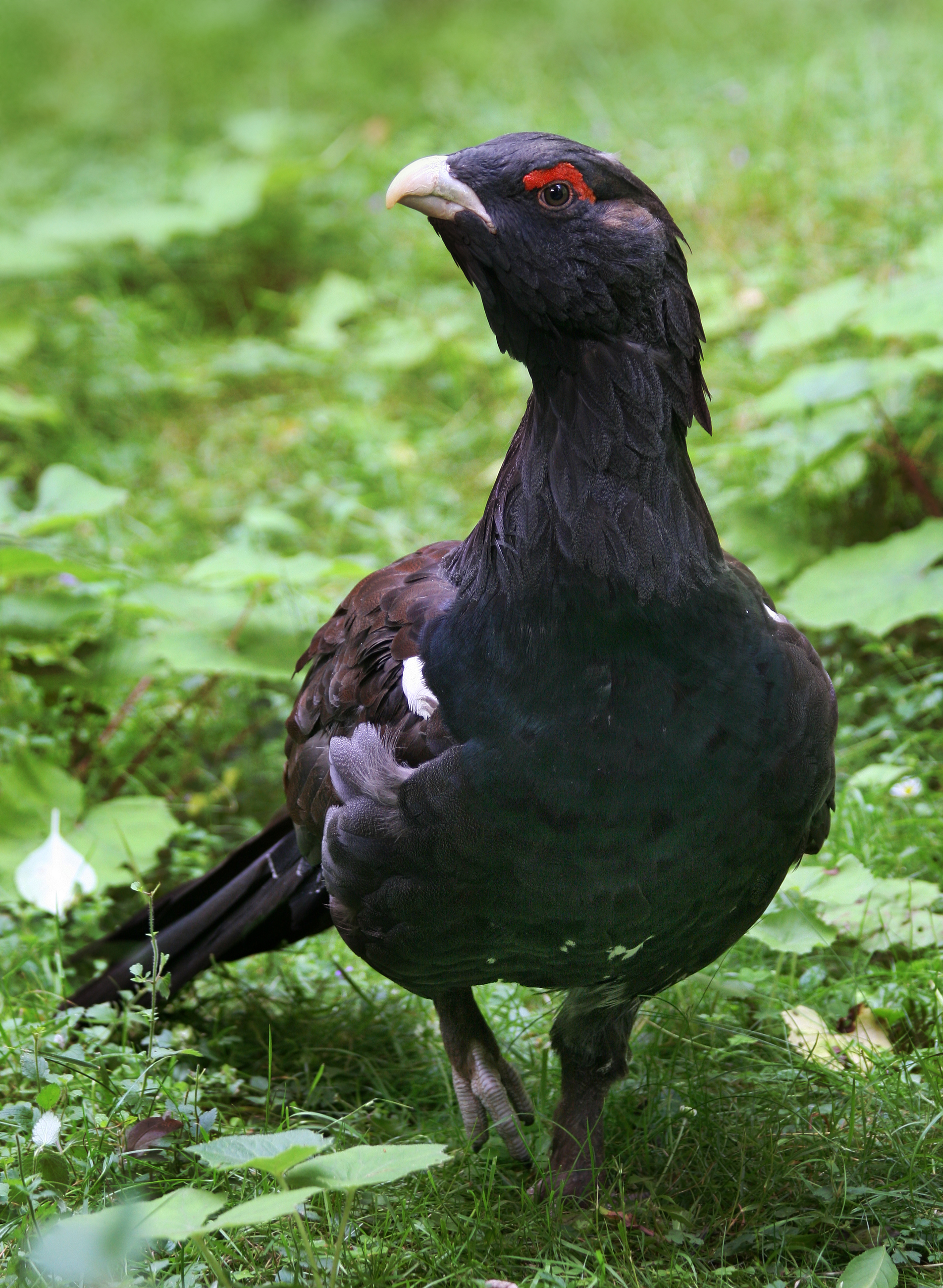

Magyarországon ritka alkalmi kóborló. Korábban Sopron, Kőszeg és az Őrség vidékén alakultak ki állományai. Az 1880-as évek állomány-expanziója következtében települt meg Sopron és Vas vármegyék területén. A századfordulón a Soproni-hegység állománya mintegy 40-50 példány lehetett. Az első világháborút követően a 20-as években jelent meg újra Sopron környékén. Ekkor már csak 10-15 példányból állt az állománya, ami a 30-as években felmorzsolódott. A Kőszegi-hegység állománya kisebb volt, nem haladta meg a 10 példányt. 
Az Őrségben és a Vend-vidéken is akkor jelent meg először, amikor Sopronban. A 40-es évek elején az Őrségben egy újabb bevándorlás következtében jelentősen nőtt a populáció, 1948-ban 150 példányt becsültek. 1955-ben a becslések szerint még 60-80 példány volt jelen, de a faj a 60-as években az Őrségből is eltűnt.
Romániában a Kárpátok egész területén megtalálható a tűlevelű erdőkben, bár állománysűrűsége területenként igen nagy változást mutat. Olykor a vegyes erdőkben (luc- vagy jegenyefenyő és bükk) is megtalálható mint költőfaj. Egyes becslések szerint romániai állománya 10 000 példányra tehető. A párokra való állománybecslés aligha lehetséges, mivel a siketfajd kakasok poligámok, és az egy kakasra jutó tyúkok száma változó lehet.
Az Őrségi Nemzeti Park címerében is megtalálható.

## Külső hivatkozások
- Ritka madarak hazai előfordulásai
- Képek az interneten a fajról